# 杰奎琳·苏珊
杰奎琳·苏珊（Jacqueline Susann，1918年8月20日—1974年9月21日）是一位美国小说家和演员。她是小说娃娃谷的作者。苏珊曾經一度接連出版3部小說後，這3部小說都登上了紐約時報暢銷書榜榜首。
苏珊娜因持续咳嗽而住院檢查。检查结果显示，她的右肺有结节性病变；她又來到其他醫院接受支气管镜检查和活检。1973年1月18日，她被確診患有肺癌。
後來苏珊的癌症扩散了，1974年8月20日，她又住院了。在昏迷了几天后，她于9月21日去世。